# Switzerite
La switzerite è un minerale.